# Merkendorf
Merkendorf település Németországban, azon belül Bajorországban. Lakosainak száma 3083 fő (2023. december 31.). Merkendorf Lichtenau, Muhr am See, Ornbau, Weidenbach, Wolframs-Eschenbach és Haundorf községekkel határos.

## Népesség
A település népessége az elmúlt években az alábbi módon változott:
| Lakosok száma | 815  | 1220 | 1416 | 2174 | 2707 | 2822 | 2938 | 2955 | 3056 | 3083 |
|               | 1875 | 1950 | 1975 | 1987 | 2012 | 2014 | 2016 | 2017 | 2021 | 2023 |